# Registrační pokladna
Registrační pokladna je elektronické zařízení s fiskální pamětí, zobrazovacím zařízením a tiskárnou. Podle zástupců velkých podniků by měly registrační pokladny zabránit úniku daní a zvýšit tak příjmy státního rozpočtu. Maloobchodníkům a provozovatelům hostinské činnosti na základě živnostenského oprávnění vznikla povinnost mít pokladny s fiskální pamětí 1. ledna 2007. Protože je pořízení registračních pokladen nákladné, je pro živnostníky plánováno zavedení online registrace tržeb od roku 2016. Naopak podle bývalého ministra financí Jiřího Rusnoka je otázkou, zda online registrace tržeb není zbytečně nákladná vzhledem k tomu čeho se chce dosáhnout, protože podle něj jsou registrační pokladny méně zatěžující a méně organizačně i finančně nákladné.
Zákon o registračních pokladnách nabyl platnosti dnem 1. července 2005 s tím, že certifikované registrační pokladny s fiskální pamětí měly být zavedeny od ledna 2007. Ovšem po nástupu vlády Mirka Topolánka (ODS) bylo jejich povinné používání zrušeno. Poprvé začala uvažovat o zavedení registračních pokladen ČSSD už v roce 1999.